# Delia calviloba
Delia calviloba är en tvåvingeart som beskrevs av Griffiths 1993. Delia calviloba ingår i släktet Delia och familjen blomsterflugor. Inga underarter finns listade i Catalogue of Life.